# Camors
Camors település Franciaországban, Morbihan megyében. Lakosainak száma 3180 fő (2022. január 1.). Camors Baud, Pluvigner és La Chapelle-Neuve községekkel határos.

## Népesség
A település népességének változása:
| Lakosok száma | 2436 | 2321 | 2375 | 2664 | 2954 | 2994 | 3030 | 3066 | 3083 | 3180 |
|               | 1968 | 1982 | 1990 | 2006 | 2013 | 2015 | 2017 | 2019 | 2020 | 2022 |